# Grossmünster
Il Grossmünster è l'antico duomo di Zurigo che divenne punto di partenza della Riforma svizzera tedesca sotto Ulrico Zwingli e Heinrich Bullinger.  

## Storia
Secondo la leggenda sarebbe stato costruito sulle tombe dei santi patroni della città Felice e Regola e fu luogo di pellegrinaggio già collegato in precedenza con la collegiata dei canonici, di cui si hanno testimonianze sin dall'epoca carolingia. Nell'Alto Medioevo il monastero ha svolto un ruolo culturale di rilievo all'interno del circolo di Manesse ed è stato chiuso soltanto nel 1832. Al monastero era collegata una scuola a cui Zwingli, dopo averla trasformata in un seminario riformato, nel 1523 annesse un'accademia di teologia: la cellula germinale dell'Università di Zurigo, legata a nomi quali Theodor Bibliander, Conrad Gessner, Johann Jakob Scheuchzer e Johann Jakob Bodmer.

## La costruzione
Vero e proprio emblema della città, l'attuale basilica a tre navate con tribuna è costruita in pietra arenaria come molte cattedrali svizzero tedesche. Essa è sorta dopo un lungo periodo di costruzione: al 1100 risale la costruzione di un nuovo coro e della cripta aggiunti alla navata originaria; nel corso del XII e dei primi del XIII secolo vi fu graduale rinnovamento della navata intorno alla vecchia costruzione, che verso il 1180 cedette il posto all'attuale navata centrale; dopo il rialzo di tutte le volte, la costruzione venne terminata nel 1260. Il periodo tra il 1487 ed il 1492 fu quello della trasformazione delle torri in stile tardo-gotico, che divennero le più alte dell'architettura zurighese e che fecero da modello per il completamento ed il rinnovamento di altre grandi chiese della città. Queste torri crollarono tuttavia nel Settecento.
Verso il 1763-1766, dopo il rifiuto del progetto di ricostruzione di Gaetano Matteo Pisoni, vi fu una profonda trasformazione delle torri in stile barocco-neogotico, dato che furono costruite le piccole cupole delle torri che, resistendo ai restauri volti alla purificazione dello stile avvenuti alla svolta del secolo, sono una prima testimonianza dello storicismo.
Per quanto riguarda l'interno della costruzione, si ritrovano importanti sculture romaniche delle relative tappe architettoniche di tradizione lombarda sui capitelli all'interno, sul portale nord e nel chiostro ampiamente ricostruito nel 1850. Le pitture murali risalgono ai secoli XIII-XV. Gli arredi sono invece più recenti: mirabili vetrate del coro di Augusto Giacometti 1932, porte bronzee di Otto Münch 1935 e 1950, organo di Metzler & Söhne 1960.